# Битва при Ре (1163)
Битва при Ре 1163 года (норв. Slaget på Re 1163) — первая из двух битв при Рамнесе в Вестфолле в эпоху гражданских войн в Норвегии. Последняя из битв «братской войны». Происходила между норвежскими лендманнами под предводительством Эрлинга Скакке и войском ярла Сигурда Халлвардссона из Рёра в Рингсакере. Ранее люди ярла Сигурда поддерживали короля Эйстейна Харальдссона, затем — Хакона Широкоплечего, убитого в 1162 году, а на этот раз — претендента на трон Сигурда Воспитанника Маркуса. Фактически они были повстанцами и в ходе данной битвы они были побеждены, а их военачальник ярл Сигурд погиб. После поражения повстанческая группа была ликвидирована людьми Эрлинга Скакке, а Сигурд Воспитанник Маркуса бежал в Нидарос. Позднее он был схвачен неподалёку от Бергена и обезглавлен в Гравдале 29 сентября 1163 года.

## Предыстория
Исход битвы при Секкене в Ромсдале 1162 года определил дальнейшее распределение власти в Норвегии. В ходе этой битвы воинами Эрлинга Скакке был убит молодой король Хакон Широкоплечий. Некоторым из людей Хакона удалось избежать смерти, в частности, ярлу Сигурду, которому впоследствии удалось объединить группу хёвдингов вокруг брата Хакона, Сигурда Воспитанника Маркуса. Такое прозвище он получил из-за того, что был воспитан Маркусом из Скога в Рингсакере. Сигурд, как и Хакон, был бастардом Сигурда Мунна и потому мог претендовать на королевский престол. Ярл Сигурд собрал вокруг себя много уважаемых ветеранов предыдущих сражений и надёжно закрепился с ними в районе Оппланна.

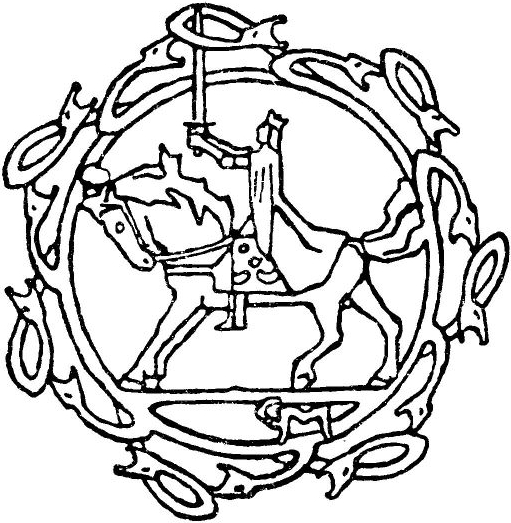
Магнус Эрлингссон. Рисунок Г. Мюнте, 1899 год

Ярл Сигурд стал устраивать набеги на населённые пункты Викена, чтобы добыть провизию для своих людей. Вследствие этого население Викена было настроено против ярла Сигурда и заключило союз с Эрлингом Скакке — знатным человеком, который хотел завоевать норвежский престол для своего сына Магнуса. На Рождество 1163 года Эрлинг Скакке закрепился в Тёнсберге и ярл Сигурд решил его атаковать. Эрлинг Скакке узнал об этом и выслал вперёд своих шпионов, а также начал готовить войска к битве. Каждый вечер люди Эрлинга собирались в фюлькинги за городской чертой, так как ночная атака на город могла обернуться для войск Эрлинга катастрофой. Личная армия Эрлинга была плохо экипирована, поэтому ему пришлось дополнительно мобилизовать мужчин из Тёнсберга и его окрестностей. Один щит приходился на двух человек.
Ярл Сигурд стал ждать армию Эрлинга Скакке в Ре. Он выставил войско в 500 человек около моста, который ведёт к ферме в Ре.

## Ход битвы

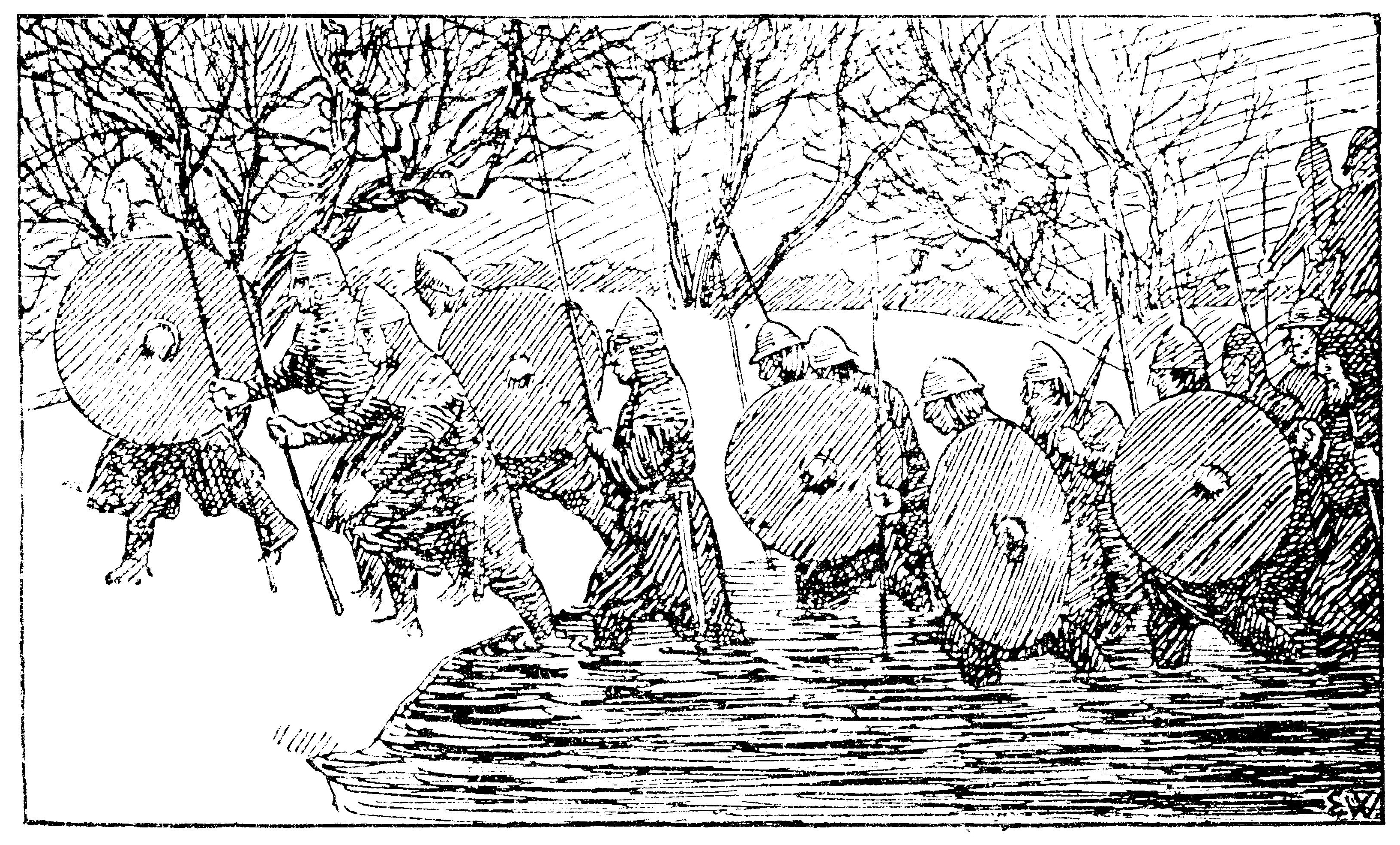
«Эрлинг Скакке и его люди переходят реку». Рисунок Э. Вереншёлля, 1899 год

Войско Сигурда встало на возвышенности и потому имело возможность атаковать противника на подходе к мосту. Хотя у Эрлинга было больше человек, Сигурд хотел начать битву первым, чтобы воспользоваться преимуществом рельефа. Эрлинг, в свою очередь, выставил войско таким образом, чтобы иметь возможность использовать берег реки в качестве прикрытия. Он понял, что от большой армии будет мало пользы, если ей придётся пересекать узкий мост через реку.
Передняя часть войска Эрлинга состояла из примерно тысячи человек пеших воинов, а задняя — из нескольких сотен всадников в доспехах, которые должны были атаковать противника с флангов и заменить пехоту, если бы той был нанесён слишком большой урон.
Река была достаточно неглубокой и армия Эрлинга перешла её вброд. Войско Сигурда пошло вдоль берега, чтобы атаковать людей Эрлинга, но их численное превосходство было слишком большим и люди ярла были разбиты и стали отступать в лес. Неизвестно, какую роль сыграла в битве кавалерия Эрлинга, но она могла быть полезна при отступлении людей ярла в лес.
Ярл Сигурд погиб в бою вместе со знатным человеком Йоном Свейнссоном и примерно 40 другими людьми. Автор саги «Красивая кожа» утверждал, что всего погибло 60 человек. Возможно, гораздо больше людей погибло при отступлении. После битвы Эрлинг Скакке нашёл умирающего ярла Сигурда и защитил его от мародёров.

## Последующие события

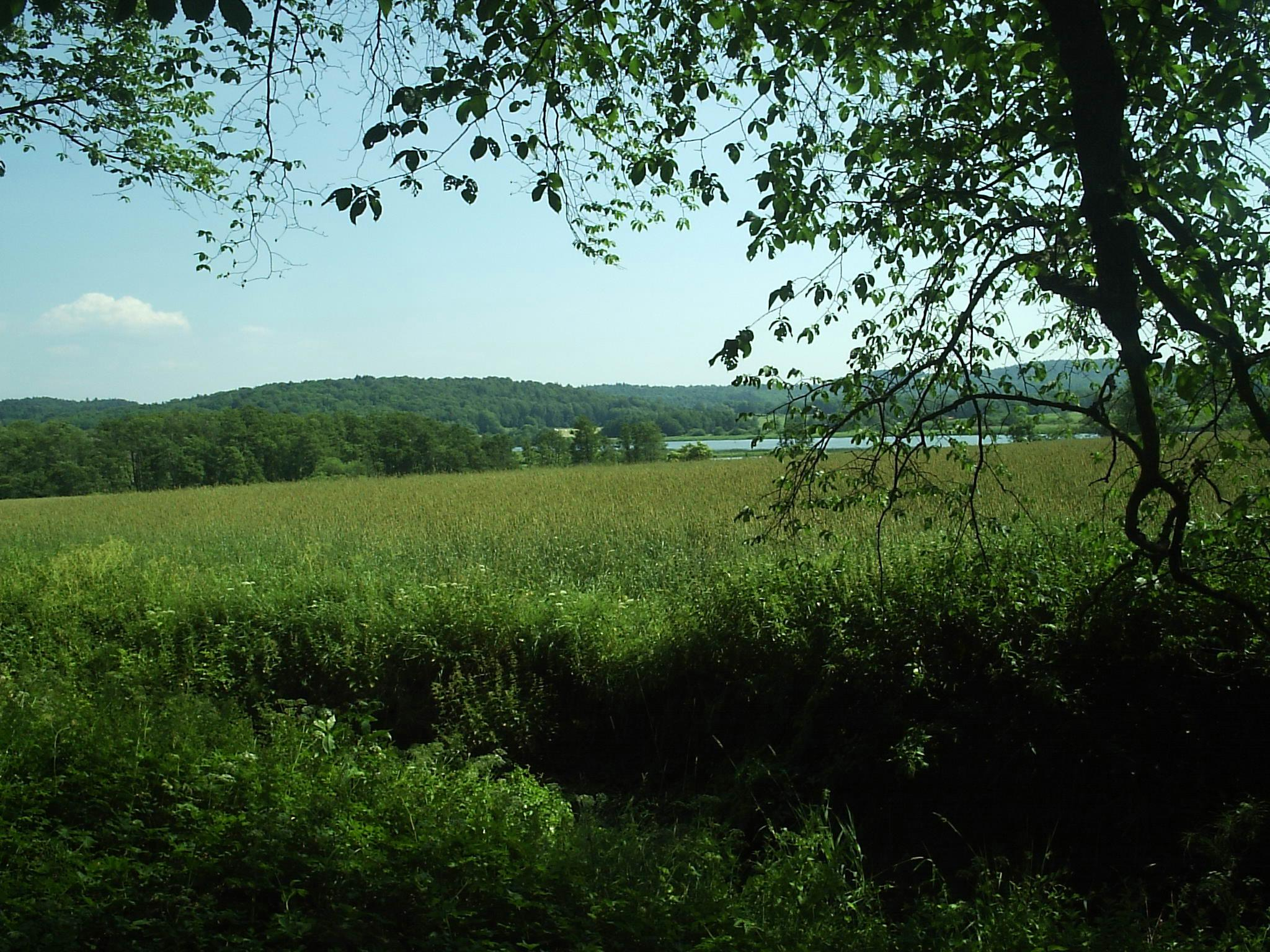
Во времена битвы при Ре Конгхелле находился в Бохуслене и принадлежал Норвегии

После битвы Эрлинг Скакке вернулся в Тёнсберг и отправил своих людей на поиски людей ярла Сигурда, бежавших с поля боя. Так, хёвдинг Эйндриде Молодой был схвачен и убит спустя неделю после битвы. Весной 1163 года бастард Сигурд и его воспитатель Маркус бежали в Викен, а затем в Конгхелле. Эрлинг узнал об этом и направился туда и тогда Сигурд и Маркус бежали дальше на Хисинген.
В первые месяцы 1163 года в Бохуслене произошло несколько вооружённых конфликтов между Эрлингом и сторонниками Маркуса. Сражения закончились, когда Маркус и Сигурд потеряли свои корабли в Гёта-Эльве и были вынуждены бежать на север, сначала в Оппланн, а затем в Трёнделаг, где на Эретинге Сигурд позволил населению провозгласить себя королём. Многие жители Трёнделага присоединились к Маркусу и Сигурду и стали снаряжать свой флот для нового похода.
Войско Сигурда отправилось на кораблях в Мёре, затем вдоль побережья Вестланна и везде собирали королевские подати. В Бергене лендманны организовали настолько мощное сопротивление, что войску Сигурда пришлось разворачиваться и плыть обратно. Эрлинг Скакке сначала отправился в Викен, но затем был вынужден держать путь в Вестланн. Маркус и Сигурд знали, что у Эрлинга в Викене есть большое войско и потому решили снова плыть на юг, в Берген.
В сентябре 1163 года войско Маркуса и Сигурда было побеждено лендманном Николасом Сигурдссоном. Детали этого события не выяснены до конца, но известно, что лендманны захватили корабль Маркуса и Сигурда у острова Скорпу в южной части Корсфьорда, неподалёку от Бергена. Многие из находившихся на борту были убиты, но Маркуса и Сигурда среди них не было. Они были схвачены только через несколько дней, доставлены в Берген и в день архангела Михаила, 29 сентября 1163 года Сигурд был обезглавлен, а Маркус повешен.
Некоторое время у Эрлинга Скакке продолжались конфликты с жителями Хисингена, которые не хотели платить штрафы за поддержку повстанцев. В Рождество 1163 года войско Эрлинга сожгло на острове ферму, в результате чего погибло около ста человек. Весной 1164 года были подавлены последние очаги сопротивления власти Эрлинга и его сына Магнуса.

## Место битвы

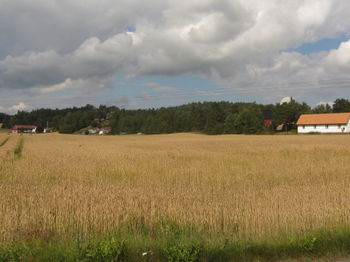
Битва при Ре могла происходить на землях фермы Сёндре Линнестад в современной коммуне Ре

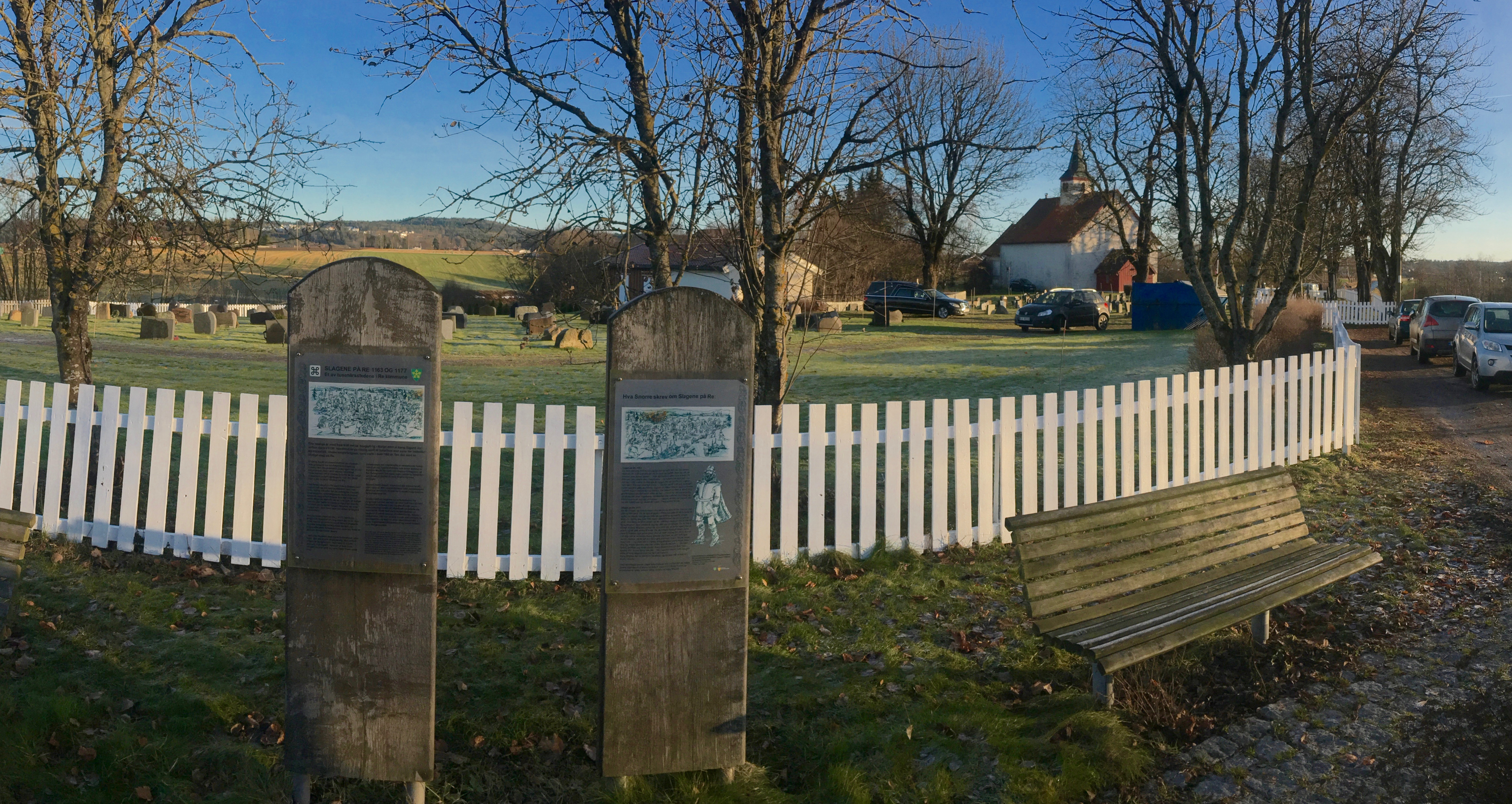
Около церкви в Рамнесе стоят две информационные таблички о битвах при Ре, которые происходили неподалёку от храма в 1163 и 1177 годах

Долгое время точное место сражений в Рамнесе оставалось неизвестным. Саги «Красивая кожа» и «Круг Земной» при описании места битвы противоречат друг другу. В обоих источниках указывается, что когда Эрлинг впервые узнал о присутствии поблизости ярла Сигурда, тот был в Ре, но описания места нахождения войска Сигурда ночью накануне битвы отличаются: «Красивая кожа» сообщает, что они были в Дюндугстаде (норв. Dyndugstad), а «Круг Земной» — на ферме Рамнес.
В Рамнесе нет фермы с названием, похожим на «Дюндугстад». Историк П. А. Мунк выдвинул гипотезу о том, что это слово может быть искажением названия «Линнестад». Осенью 2010 года группа археологов нашла в земле на ферме Сёндре Линнестад наконечники копий и стрел, что подтверждает гипотезу Мунка.